# Megokris ghamrawyi
Megokris ghamrawyi is een tienpotigensoort uit de familie van de Penaeidae. De wetenschappelijke naam van de soort is voor het eerst geldig gepubliceerd in 2006 door Shinomiya & Sakai.